# Schabak (Ethnie)

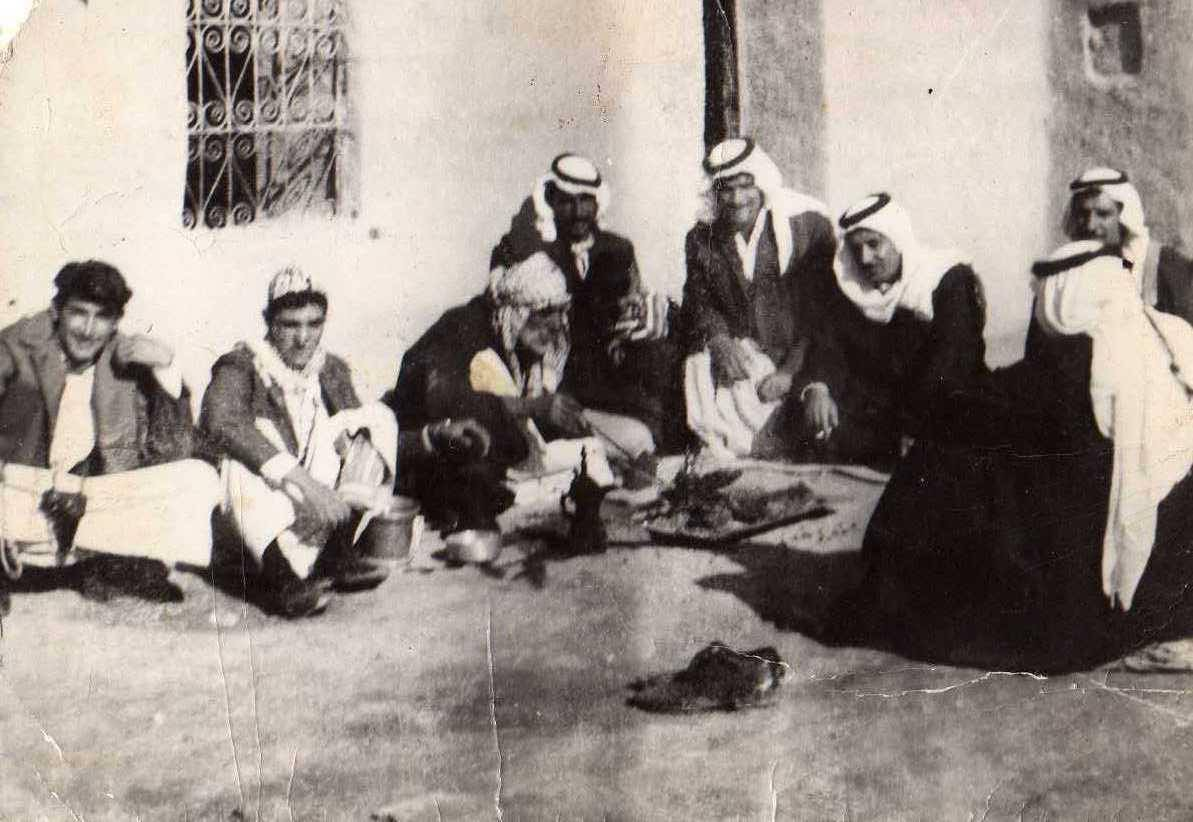
Schabak im Nordirak

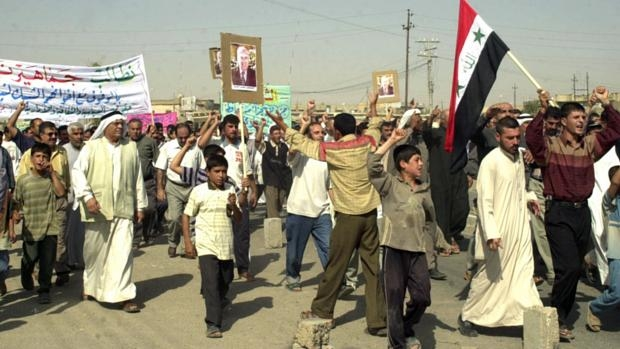
Schabak auf einer Demonstration in Mossul (2005)

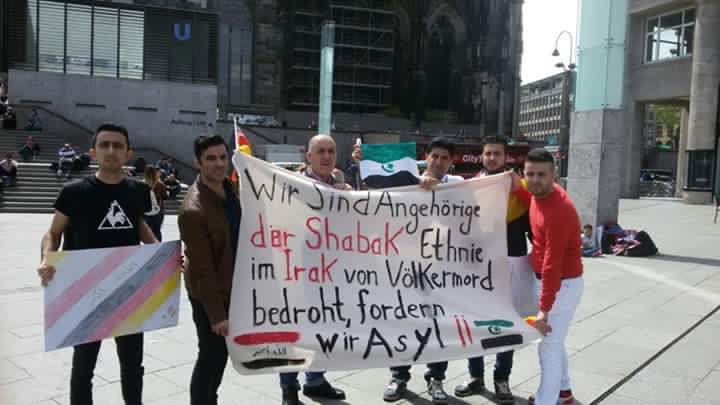
Angehörige der Schabak-Ethnie auf einer Demonstration in Deutschland

Die Schabak (الشبك, DMG aš-Šabak) sind eine Schabakisch sprechende ethno-religiöse Gruppe und eine heterodoxe Glaubensgemeinschaft im Norden des Irak. Die Schabak betrachten sich üblicherweise als Kurden. Nach Ansicht von Fachleuten wie Michael M. Gunter betrachten sich die Schabak zumeist als eigenständige Ethnie. Da sie eine eigenständige Sprache sprechen (Schabaki) gelten sie als eine eigenständige ethnische Gruppe. Die Schabak sind kulturell anders als Kurden und Araber. Sie besitzen ihre eigenen Traditionen und haben eine eigene Sprache. Laut Hunain Kaddo (irakischer Parlamentsabgeordneter und Vertreter der Schabak), wird den Schabak durch die irakischen Kurden eine kurdische Identität aufgezwungen, mit dem Ziel, die Gebiete der Schabak zu annektieren. Die meisten Angehörigen der Schabak haben einen schiitischen Glauben, nur eine Minderheit innerhalb der Schabak hat einen sunnitischen Glauben. Des Weiteren haben die Schabak besondere eigene religiöse Bräuche und teilweise Elemente aus anderen Religionen. Etwa zwei Drittel oder 70 % der Schabak praktizieren den Schabakismus. Wann die Schabak als Gruppe hervortraten, ist unklar, möglicherweise im 16. Jahrhundert. Ihre Siedlungsgebiete befinden sich in den umstrittenen Gebieten des Nordiraks. Im Juli 2014 mussten die Schabak aufgrund von Verbrechen gegen die Menschlichkeit durch den Islamischen Staat, der die irakische Großstadt Mossul und die umliegenden Dörfer übernahm, ihre Siedlungsgebiete verlassen. In Deutschland leben derzeit etwa 250 Familien der Schabak-Ethnie.

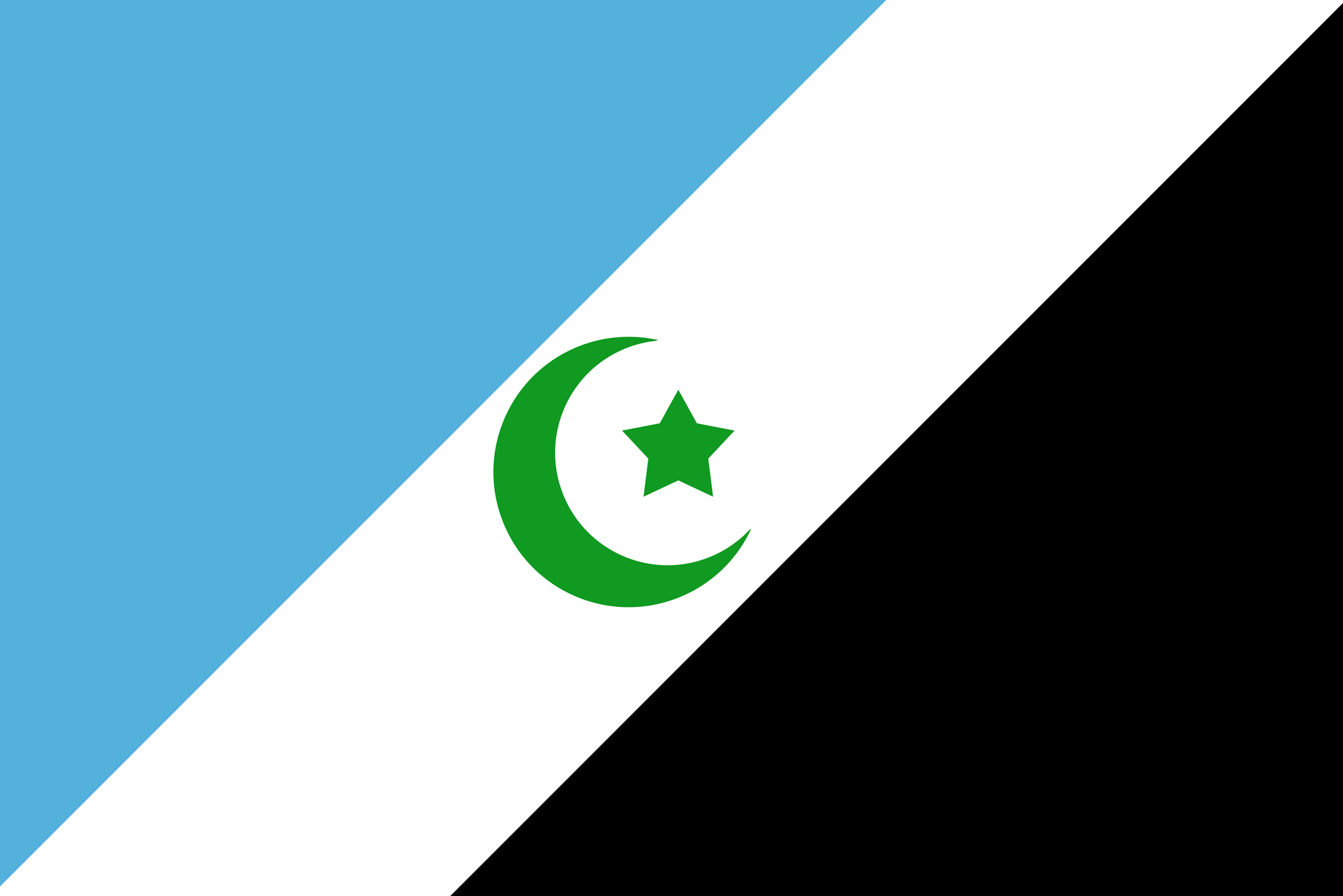
Flagge der Schabak

## Herkunft der Bezeichnung
Die Herkunft der Bezeichnung „Schabak“ ist nicht genau bekannt. Die Bezeichnung Schabak wird für eine Volksgruppe und eine Sprache im Zusammenhang verwendet.
Die arabische Bezeichnung für das Wort steht für verflechten oder verweben (Schabaka).
Die Schabak selbst führen ihren Namen auf den Militärführer Schah Bek zurück.

## Siedlungsgebiete
Die Schabak selbst führen ihren Ursprung auf den Militärführer Schah Bek zurück, der die Stadt Mossul im 16. Jahrhundert erobern wollte. Schah Bek hatte im Südwesten des Kaspischen Meers ein Heer mobilisiert. Sein Versuch, Mossul zu erobern, scheiterte, und die Angehörigen des Heers siedelten sich in der Gegend östlich von Mossul an. Dort lebten sie in 64 Dörfern. Auch noch heute werden in den Dörfern im Südwesten des Kaspischen Meers Sprachen gesprochen, die mit der Sprache der Schabak, dem Schabaki, verwandt sind.
Die Schabak siedeln in mehreren Dutzend Dörfern im Gebiet östlich von Mossul bis zum Großen Zab. Auch in der Stadt Mossul leben Schabak. Die genaue Anzahl der Schabak ist unbekannt. In einer irakischen Volkszählung von 1960 wurden 15.000 Schabak registriert. Heutige Schätzungen gehen von einer Anzahl von bis zu 100.000 Schabak aus oder gar von etwa 250.000 (um das Jahr 2000, vor Beginn des Bürgerkriegs im Irak).

## Identität
Die Muttersprache der Schabak ist das Schabaki, das der nordwestiranischen Sprache Hawrami (Gorani) sehr ähnlich ist. Sie benutzen aber als Liturgiesprache Türkisch. Sie sind in der Regel mehrsprachig, was dazu führte, dass die Schabak als Kurden, Araber oder Turkomanen angesehen wurden. In den 1970er und 1980er Jahren sahen sich die Schabak seitens der Baath-Regierung einem großen Assimilationsdruck ausgesetzt. Während der Anfal-Operation 1988 wurde der größte Teil der Schabakdörfer geräumt und Tausende Schabak in Lagern in Erbil gesammelt. Vielen wurde die Rückkehr gestattet, als sie sich offiziell als Araber bekannten.
Im 19. Jahrhundert, als der Irak noch osmanisch war, wurden die Schabak unter Sultan Abdülhamid II. zum Sunnitentum zwangsbekehrt. Doch später fielen die Schabak wieder vom Sunnitentum ab. In neuerer Zeit fangen einige Schabak an, sich als Schiiten zu identifizieren. Nach dem Irakkrieg 2003 wurden die Schabak das Ziel von sunnitischen Extremisten, die 2006 ein islamisches Emirat in Mossul ausriefen. Bei einem Anschlag auf die Schabak am 10. August 2009 wurden 36 Menschen getötet. Infolge des Vormarsches der Terrororganisation Islamischer Staat (IS) im Sommer/Herbst 2014 ist die Kultur der Schabak im Nordirak in Gefahr, von IS ausgelöscht zu werden. Ein Großteil der Schabak fordert den Anschluss ihrer Siedlungsgebiete an die Autonome Region Kurdistan. Das Vorgehen der IS gegen die Schabak wird als genozidär eingestuft. Im Frühjahr 2015 wurde auf Anordnung des kurdischen Präsidenten Masud Barzani ein Schabak-Battalion innerhalb der Peschmerga gegründet, um den Minderheiten zu gestatten, sich selbst aktiv an der Verteidigung ihrer Heimat zu beteiligen.
Laut einem Bericht der nicht-staatlichen Menschenrechtsorganisation Human Rights Watch sind die Schabak seit 1952 im Irak als eine eigenständige Ethnie anerkannt, und die kurdischen Behörden zwingen den Schabaks eine kurdische Identität auf.
Laut Yousif Muharram, dem Vertreter der Schabak in Deutschland und ganz Europa, sind die Schabak in den Flüchtlingslagern in der Autonomen Region Kurdistan Druck ausgesetzt, sich als Kurden auszugeben.
Laut Abd al-Zahra Bashir al Agha, Sprecher des Intellektuellenverbandes der Schabak, "waren Historiker den Schabak gegenüber nicht fair. Einige haben sie als Kurden und andere als Araber und manche sogar als Türken oder Iraner betrachtet." Er fügte hinzu, dass "unser Verein die Geschichte und Bestrebungen der Schabak und ihrer Sprache hervorheben möchte. Wir haben kürzlich Zeitungen (Al-Yaqeen) und (Shabak Kull) herausgegeben und wir haben eine Reihe von Websites."

## Glauben
Die Schabak sind eine Religionsgemeinschaft, deren Glauben Elemente unterschiedlicher Religionen beinhaltet. Es besteht eine große Ähnlichkeit zu den Aleviten. Wie diese halten die Schabak das religiöse Ritual des Cem ab und beziehen alevitische Heilige wie Pir Sultan Abdal und Schah Ismail in ihre Gebete ein. Das heilige Buch der Schabak namens Kitāb al-Manāqib besteht aus zwei Teilen. Der erste Teil besteht aus einem Dialog zwischen Scheich Safi al-Din und seinem Sohn Sadr al-Din über Moral und Glauben. Der zweite Teil besteht aus einem Regelwerk mit dem Namen Buyruk, das viele Gemeinsamkeiten mit dem Buyruk der Aleviten aufweist. Dies und andere Ähnlichkeiten zu den Aleviten in Anatolien führten zu der These, dass die Schabak womöglich alevitische Auswanderer aus Anatolien seien, die im Laufe des Konfliktes zwischen den Osmanen und den Safawiden im 16. Jahrhundert nach Mossul kamen.
Die Schabak pilgern zu verschiedenen Stätten in ihrer Nähe. Wichtige Pilgerstätten sind ʿAlī Raṣḥ (kurdisch für Schwarzer Ali) und ʿAbbās. Die erste Stätte setzen die Schabak mit dem Grab des Imams Zain al-ʿĀbidīn und das zweite mit dem jüngeren Sohn Ali ibn Abi Talib namens ʿAbbās, der in der Schlacht von Kerbela umkam, gleich. Beide sind wichtige Heilige und Märtyrer der Schiiten und Aleviten. Des Weiteren pilgern die Schabak auch an heilige Orte der Jesiden. In neuerer Zeit werden auch die Gräber der Heiligen in Kerbela oder Nadschaf besucht. Die Schabak bewerfen das Grab des Gouverneurs von Kerbela Ubayd Allah bin Ziyad mit Steinen. Dieser gehörte zu der damals herrschenden Dynastie der Umayyaden und war ein Gegner der Anhänger von Ali ibn Abi Talib.
Die Organisation der Schabak zeigt große Ähnlichkeiten zu den anderen Religionen in der Region wie den Jesiden, Ahl-e Haqq, Bajwan und Sarli. Die geistlichen Führer werden Pir genannt. Der oberste Pir wird Baba (dt.: Vater) genannt. Das Amt des Pirs wird von Vater auf Sohn vererbt und ist nur einigen Familien vorbehalten. Den Gottesdienst hält der Pir mit einem Rehber (dt.: Führer oder Wegweiser) ab. Wie bei den Aleviten gibt es bei dem Gottesdienst zwölf Ämter oder Funktionen zu bekleiden. Die wichtigsten religiösen Feste der Schabak sind Neujahr, Aschura und der Tag des Vergebens.

## Verfolgung der Schabak
Nach Schätzungen zufolge sollen zwischen 2003 und 2014 rund 1.300 Angehörige der Schabak durch Bombenattentate und gezieltes Töten umgekommen sein. Im Juli 2014 nahm das Maß der Verfolgung an den Schabak durch den Islamischen Staat zu.